# Grafing bei München
Grafing bei München (eller: Grafing b.München, tidligere også: Grafing am Gries) er en by i Landkreis Ebersberg i Regierungsbezirk Oberbayern i den tyske delstat Bayern.

## Geografi
Grafing bei München ligger i Region München ved udløbet af floderne Urtelbach og Wieshamer Bach i Attel. Nabokommuner er kreisens administrationsby Ebersberg, Glonn, Kirchseeon. Byen ligger cirka 32 km fra delstatshovedstaden München, og i cirka samme afstand fra Rosenheim og Wasserburg am Inn.
Der er følgende byer og landsbyer i kommunen: Elkofen, Grafing b.München, Nettelkofen, Oexing, Straußdorf.